# Едуар Клапаред
Едуар Клапаред (на френски: Édouard Claparède) е швейцарски невролог и детски психолог. Той се приема за основател на детската психология в Швейцария.

## Научна дейност
В своята методологическа и теоретична ориентация гравитира към функционализма. Интересите му към детската психология се проявяват в книгата му Experimental Pedagogy and The Psychology of the child („Експериментална педагогика и психология на детето“).
От началото на своята кариера Клапаред подчертава биологичната, а не метафизическата основа на психологията. Той определя експерименталната педагогика като изучаването на обстоятелствата, които са благоприятни за развитието на детето и средствата за неговото правилно обучение и възпитание. Общият подход на Клапаред е функционален, като той изучава психологическите феномени в термините на тяхната полза за удовлетворяване на потребностите на индивида. Според тази позиция умствените процеси на детето могат да се задействат само когато присъства някаква потребност. Когато детето е поставено в среда, която възбужда тези потребности, в резултата ще се появи полезна умствена дейност. В същата линия на разсъждения Клапаред подчертава адаптивната стойност на поведението, значението на физическия растеж за умствените способности и ролята на наследствеността и средата, които участват в процеса на обучението и възпитанието.